# Camden (Delaware)
Camden è una città degli Stati Uniti, situata nella Contea di Kent nello Stato del Delaware. Rientra all'interno dell'area micropolitana di Dover. La popolazione era di 2 100 abitanti per il censimento del 2000.

## Geografia fisica
Secondo i rilevamenti dello United States Census Bureau, il comune si estende su una superficie totale di 4,8 km², completamente occupati da terre.

## Popolazione
Secondo il censimento del 2000, a Camden vivevano 2 100 persone, ed erano presenti 573 gruppi familiari. La densità di popolazione era di 435,9 ab./km². Nel territorio comunale si trovavano 886 unità edificate. Per quanto riguarda la composizione etnica degli abitanti, il 76,67% era bianco, il 18,00% era afroamericano, lo 0,81% era nativo, e l'1,38% era asiatico. Il rimanente 3,14% della popolazione è di altre razze. La popolazione di ogni razza proveniente dall'America Latina corrisponde al 2,90% degli abitanti.
Per quanto riguarda la suddivisione della popolazione in fasce d'età, il 27,0% era al di sotto dei 18 anni, il 9,1% fra i 18 e i 24, il 30,7% fra i 25 e i 44, il 21,6% fra i 45 e i 64, mentre l'11,6% era al di sopra dei 65 anni d'età. L'età media della popolazione era di 36 anni. Per ogni 100 donne vivevano 90,9 maschi.

## Governo
- Sindaco: Robert A. Mooney (Libertarian Party of Delaware)
- Vicesindaco: James O. Plumey, III (Independent Party of Delaware)